# Гвелфи и гибелини
Гвелфите и гибелини (на италиански: guelfi e ghibellini) са противоположни политически течения в Централна и Северна Италия през 12 и 13 век, поддържащи съответно папата и Свещената римска империя. Конфликтът помежду им е резултат от Борбата за инвеститура през 11 век, която представлява борбата за въвеждане в сан епископ (инвеститур е символичният предмет, който утвърждава въвеждането в сан).

## Етимология
Гвелф (по италиански образец произнасяно понякога и като гуелф) е вероятно италианизирана форма на Велф (Welf), благороднически род на херцози на Саксония и Бавария. Името гибелини идва по всяка вероятност от Вайблинген (Waiblingen), замъкът на рода Хоенщауфен.

## История
През 12-13век в Италия започва да се развива занаятчийството, а феодалните отношения постепенно замират. Гибелините са поддръжници на светските ценности и на идеята обединението на разпокъсана Италия да се извърши под ръководството на немския крал (който е начело на Свещената римска империя). Гвелфите клонят към църковните ценности и възможността за обединение на Италия около папската власт.
Повечето гвелфи произхождат от богати търговски фамилии, докато гибелините са се замогнали предимно от селско стопанство. Градовете на гвелфите са в райони, където има заплаха от увеличаване на влиянието на императора, докато градовете на гибелините са там, където има непосредствена заплаха от налагане на властта на папата. Гибелинските градове са по-малките, например Сиена (гибелини), за разлика от Флоренция (гвелфи) (Сиена и Флоренция се сблъскват в битката при Монтаперти през 1260 г.).
След като гвелфите окончателно побеждават гибелините през 1289 г. в битката при Кампалдино и Капрона, те започват да се бият помежду си. През 1300 г. във Флоренция гвелфите се разделят на две – черни и бели. Черните продължават да поддържат папската институция, докато белите се насочват към монархията и се противопоставят на папа Бонифаций VIII.
Данте Алигиери е съвременник на тези политически борби. Той е сред поддръжниците на белите гвелфи (автор е на произведението „За монархията“) и когато черните гвелфи вземат контрола над града през 1302 г. е прокуден от Флоренция. В годините на изгнание създава своята Божествена комедия.